# Persone di nome Anatolij
| Questa pagina contiene informazioni ricavate automaticamente dalle voci biografiche con l'ausilio del template Bio e di un bot. L'aggiornamento è periodico e automatico e ricostruisce completamente la pagina. Se manca una persona in questa lista, sei pregato di non aggiungerla, ma accertati piuttosto che la sua voce biografica contenga il template Bio e che i dati anagrafici siano correttamente compilati. Se il template Bio manca, inseriscilo tu stesso o, in alternativa, metti l'avviso {{tmp\|Bio}} che ne segnala la mancanza. Se i dati riportati sono sbagliati, correggi direttamente la voce biografica; le modifiche saranno visibili in questa lista entro pochi giorni. Per chiarimenti vedi il progetto antroponimi. La lista contiene solo le 146 persone che sono citate nell'enciclopedia e per le quali è stato implementato correttamente il template Bio. Pagina aggiornata al 16 ott 2024. |

Questa è una lista di persone presenti nell'enciclopedia che hanno il prenome Anatolij, suddivise per attività principale.

## Allenatori di calcio(6)
- Anatolij Bajdačnyj, allenatore di calcio e ex calciatore sovietico (Mosca, n. 1952)
- Anatolij Davydov, allenatore di calcio e ex calciatore russo (Tula, n. 1953)
- Anatolij Dem"janenko, allenatore di calcio e ex calciatore ucraino (Dnipropetrovs'k, n. 1959)
- Anatolij Polosin, allenatore di calcio e calciatore sovietico (Tashkent, n. 1935 - Mosca, † 1997)
- Anatolij Tarasov, allenatore di calcio, calciatore e hockeista su ghiaccio sovietico (Mosca, n. 1918 - Mosca, † 1995)
- Anatolij Zubrickij, allenatore di calcio e calciatore sovietico (Odessa, n. 1920 - Odessa, † 2005)

## Allenatori di calcio a 5(1)
- Anatolij Badretdinov, allenatore di calcio a 5 e ex giocatore di calcio a 5 russo (Berëzovskij, n. 1984)

## Alpinisti(1)
- Anatolij Bukreev, alpinista russo (Korkino, n. 1958 - Annapurna I, † 1997)

## Arbitri di calcio(1)
- Anatolij Abdula, arbitro di calcio ucraino (Charkiv, n. 1976)

## Artisti(1)
- Anatolij Osmolovskij, artista russo (Mosca, n. 1969)

## Assassini seriali(1)
- Anatolij Onoprijenko, serial killer ucraino (Oblast' di Žytomyr, n. 1959 - Žytomyr, † 2013)

## Attori(6)
- Anatolij Alekseevič Dudorov, attore e regista sovietico (Mosca, n. 1915 - † 1997)
- Anatolij Ktorov, attore sovietico (Mosca, n. 1898 - Mosca, † 1980)
- Anatolij Kuznecov, attore sovietico (Mosca, n. 1930 - Mosca, † 2014)
- Anatolij Dmitrievič Papanov, attore sovietico (Vjaz'ma, n. 1922 - Mosca, † 1987)
- Anatolij Alekseevič Solonicyn, attore sovietico (Nižnij Tagil, n. 1934 - Mosca, † 1982)
- Anatolij Verbickij, attore sovietico (Mosca, n. 1926 - Mosca, † 1977)

## Aviatori(2)
- Anatolij Vasil'evič Ljapidevskij, aviatore sovietico (Belaja Glina, n. 1908 - Mosca, † 1983)
- Anatolij Konstantinovič Serov, aviatore sovietico (Voroncovka, n. 1910 - Vysokoe, † 1939)

## Biatleti(2)
- Anatolij Aljab'ev, biatleta e pedagogista sovietico (Danilovo, n. 1951 - San Pietroburgo, † 2022)
- Anatolij Ždanovič, biatleta russo (Novosibirsk, n. 1961)

## Calciatori(23)
- Anatolij Bašaškin, calciatore e allenatore di calcio sovietico (Reutov, n. 1924 - Mosca, † 2002)
- Anatolij Bogdanov, ex calciatore russo (Leningrado, n. 1981)
- Anatolij Byšovec, ex calciatore e allenatore di calcio sovietico (Kiev, n. 1946)
- Anatolij Didenko, ex calciatore ucraino (Mykolaïv, n. 1982)
- Anatolij Il'in, calciatore sovietico (Mosca, n. 1931 - Mosca, † 2016)
- Anatolij Isaev, calciatore sovietico (Mosca, n. 1932 - Mosca, † 2016)
- Anatolij Kaniščev, ex calciatore russo (Voronež, n. 1971)
- Anatolij Katrič, calciatore russo (Primorsko-Achtarsk, n. 1994)
- Anatolij Kon'kov, calciatore, allenatore di calcio e dirigente sportivo sovietico (Krasnyj Luč, n. 1949 - Kiev, † 2024)
- Anatolij Kožemjakin, calciatore sovietico (Mosca, n. 1953 - Mosca, † 1974)
- Anatolij Krutikov, calciatore e allenatore di calcio sovietico (Oblast' di Mosca, n. 1933 - † 2019)
- Anatolij Kuksov, calciatore e allenatore di calcio sovietico (Vorošilovgrad, n. 1949 - Luhans'k, † 2022)
- Anatolij Maslënkin, calciatore e allenatore di calcio sovietico (Mosca, n. 1930 - Mosca, † 1988)
- Anatolij Nurijev, calciatore ucraino (Mukačevo, n. 1996)
- Anatolij Parov, calciatore sovietico (Mosca, n. 1956 - Mosca, † 2013)
- Anatolij Porchunov, calciatore sovietico (Mosca, n. 1928 - Mosca, † 1992)
- Anatolij Puzač, calciatore sovietico (Krasnyj Kut, n. 1941 - Kiev, † 2006)
- Anatolij Šepel', ex calciatore sovietico (Kiev, n. 1949)
- Anatolij Šul'ženko, calciatore sovietico (Vorošilovgrad, n. 1945 - Luhans'k, † 1997)
- Anatolij Trubin, calciatore ucraino (Donec'k, n. 2001)
- Anatolij Tymoščuk, ex calciatore ucraino (Luc'k, n. 1979)
- Anatolij Vlasičev, calciatore kirghiso (n. 1988)
- Anatolij Zinčenko, ex calciatore sovietico (Stalinsk-Kuzneck, n. 1949)

## Canoisti(2)
- Anatolij Grišin, canoista sovietico (Mosca, n. 1939 - Mosca, † 2016)
- Anatolij Tiščenko, ex canoista sovietico (Taganrog, n. 1970)

## Cestisti(5)
- Anatolij Belov, cestista sovietico (Mosca, n. 1931)
- Anatolij Kaširov, ex cestista russo (Mosca, n. 1987)
- Anatolij Konev, cestista sovietico (Mosca, n. 1921 - Mosca, † 1965)
- Anatolij Myškin, ex cestista e allenatore di pallacanestro sovietico (Sverdlovsk, n. 1954)
- Anatolij Polivoda, cestista sovietico (Jenakijeve, n. 1947 - † 2024)

## Chimici(1)
- Anatolij Fëdorovič Kapustinskij, chimico sovietico (Žytomyr, n. 1906 - Mosca, † 1960)

## Ciclisti su strada(3)
- Anatolij Budjak, ciclista su strada ucraino (Vinnycja, n. 1995)
- Anatolij Jarkin, ex ciclista su strada ucraino (n. 1958)
- Anatolij Čukanov, ciclista su strada russo (Novospassovka, n. 1954 - † 2021)

## Circensi(1)
- Anatolij Leonidovič Durov, circense russo (Mosca, n. 1864 - Mariupol, † 1916)

## Compositori(1)
- Anatolij Konstantinovič Ljadov, compositore, insegnante e direttore d'orchestra russo (San Pietroburgo, n. 1855 - Boroviči, † 1914)

## Compositori di scacchi(1)
- Anatolij Kuznecov, compositore di scacchi russo (Perm', n. 1932 - Reutov, † 2000)

## Cosmonauti(6)
- Anatolij Pavlovič Arcebarskij, cosmonauta sovietico (Prosjanaja, n. 1956)
- Anatolij Nikolaevič Berezovoj, cosmonauta sovietico (Ėnem, n. 1942 - Mosca, † 2014)
- Anatolij Vasil'evič Filipčenko, cosmonauta sovietico (Davydovka, n. 1928 - Città delle Stelle, † 2022)
- Anatolij Ivanišin, cosmonauta russo (Irkutsk, n. 1969)
- Anatolij Semenovič Levčenko, cosmonauta sovietico (Oblast' di Charkiv, n. 1941 - Mosca, † 1988)
- Anatolij Jakovlevič Solov'ëv, cosmonauta sovietico (Riga, n. 1948)

## Criminali(1)
- Anatolij Moskvin, criminale, filologo e linguista russo (Gor'kij, n. 1966)

## Direttori della fotografia(1)
- Anatolij Golovnja, direttore della fotografia sovietico (Sinferopoli, n. 1900 - Mosca, † 1982)

## Economisti(1)
- Anatolij Borisovič Čubajs, economista e politico russo (Barysaŭ, n. 1955)

## Fisici(2)
- Anatolij Petrovič Bugorskij, fisico russo (Oblast' di Orël, n. 1942)
- Anatolij Markovič Žabotinskij, fisico sovietico (Mosca, n. 1938 - Waltham, † 2008)

## Fondisti(1)
- Anatolij Šeljuchin, fondista sovietico (Černopen'e, n. 1930 - Kostroma, † 1995)

## Generali(7)
- Anatolij Barhylevyč, generale ucraino (Omeljanivka, n. 1969)
- Anatolij Gekker, generale sovietico (Tiflis, n. 1888 - Mosca, † 1937)
- Anatolij Emel'janovič Golubov, generale e aviatore sovietico (Novomarkovka, n. 1908 - Mosca, † 1978)
- Anatolij Sergeevič Kulikov, generale e politico russo (Ajgurskij, n. 1946)
- Anatolij Vasil'evič Kvašnin, generale russo (Ufa, n. 1946 - Mosca, † 2022)
- Anatolij Alekseevič Nogovicyn, generale russo (Baryshevka, n. 1952 - Mosca, † 2019)
- Anatolij Michajlovič Stessel', generale russo (San Pietroburgo, n. 1848 - Chmel'nik, † 1915)

## Hockeisti su ghiaccio(1)
- Anatolij Firsov, hockeista su ghiaccio sovietico (Mosca, n. 1941 - Mosca, † 2000)

## Ingegneri(5)
- Anatolij Ivanovič Baranov, ingegnere sovietico (Majačka, n. 1953 - Mosca, † 1986)
- Anatolij Stepanovič Djatlov, ingegnere sovietico (Atamanovo, n. 1931 - Kiev, † 1995)
- Anatolij Isakovič Lur'ie, ingegnere sovietico (Mogilev, n. 1901 - Leningrado, † 1980)
- Anatolij Nikolajevič Perminov, ingegnere russo (Šabalinskij rajon, n. 1945)
- Anatolij Ivanovič Šapovalov, ingegnere sovietico (Kropyvnyc'kyj, n. 1940 - Mosca, † 1986)

## Insegnanti(1)
- Anatolij Aleksandrovič Sobčak, docente e politico russo (Čita, n. 1937 - Svetlogorsk, † 2000)

## Judoka(2)
- Anatolij Charlampiev, judoka russo (Smolensk, n. 1906 - † 1979)
- Anatolij Novikov, judoka sovietico (Kharkiv, n. 1947 - Kharkiv, † 2022)

## Lottatori(7)
- Anatolij Albul, lottatore sovietico (Leningrado, n. 1936 - San Pietroburgo, † 2013)
- Anatolij Beloglazov, ex lottatore russo (Kaliningrad, n. 1956)
- Anatolij Bykov, ex lottatore sovietico (Magadan, n. 1953)
- Anatolij Kolesov, lottatore sovietico (n. 1938 - Mosca, † 2012)
- Anatolij Nazarenko, ex lottatore sovietico (Almaty, n. 1948)
- Anatolij Parfënov, lottatore sovietico (n. 1925 - Mosca, † 1993)
- Anatolij Roščin, lottatore sovietico (n. 1932 - San Pietroburgo, † 2016)

## Marciatori(1)
- Anatolij Solomin, ex marciatore sovietico (Komarovka, n. 1952)

## Martellisti(2)
- Anatolij Bondarčuk, ex martellista ucraino (Starokostjantyniv, n. 1940)
- Anatolij Samocvetov, martellista sovietico (Irkutsk, n. 1932 - † 2014)

## Matematici(2)
- Anatolij Timofeevič Fomenko, matematico e fisico russo (Donec'k, n. 1945)
- Anatolij Alekseevič Karacuba, matematico russo (Groznyj, n. 1937 - Mosca, † 2008)

## Militari(3)
- Anatolij Ivanovič Barjatinskij, ufficiale russo (n. 1821 - † 1881)
- Anatolij Ivanovič Gribkov, militare russo (Duchovoe, n. 1919 - Mosca, † 2008)
- Anatolij Pepeljaev, militare russo (Tomsk, n. 1891 - Novosibirsk, † 1938)

## Nuotatori(2)
- Anatolij Poljakov, ex nuotatore russo (Vorkuta, n. 1980)
- Anatolij Rybakov, ex nuotatore sovietico (Arzamas, n. 1956)

## Ostacolisti(1)
- Anatolij Michajlov, ostacolista sovietico (San Pietroburgo, n. 1936 - San Pietroburgo, † 2022)

## Pallanuotisti(3)
- Anatolij Akimov, pallanuotista sovietico (Mosca, n. 1947 - Mosca, † 2002)
- Anatolij Egorov, pallanuotista sovietico (n. 1922)
- Anatolij Kartašov, pallanuotista sovietico (Mosca, n. 1937 - † 2005)

## Pallavolisti(1)
- Anatolij Ėjngorn, pallavolista e allenatore di pallavolo sovietico (Simbirsk, n. 1919 - San Pietroburgo, † 2003)

## Partigiani(1)
- Anatolij Makarovič Tarasov, partigiano sovietico (Kuz'minskoe, n. 1921 - Leningrado, † 1971)

## Percussionisti(1)
- Anatolij Vasil'evič Ivanov, percussionista, compositore e direttore d'orchestra russo (Leningrado, n. 1934 - Vienna, † 2012)

## Politici(7)
- Anatolij Fëdorovič Dobrynin, politico e diplomatico sovietico (Krasnaja Gorka, n. 1919 - Mosca, † 2010)
- Anatolij Kinach, politico ucraino (Brătușeni, n. 1954)
- Anatolij Aleksandrovič Kurakin, politico russo (n. 1845 - Parigi, † 1936)
- Anatolij Ivanovič Luk'janov, politico e scrittore sovietico (Smolensk, n. 1930 - Mosca, † 2019)
- Anatolij Vasil'evič Lunačarskij, politico, scrittore e rivoluzionario russo (Poltava, n. 1875 - Mentone, † 1933)
- Anatolij Orel, politico e diplomatico ucraino (Vinnycja, n. 1943)
- Natan Sharansky, politico, scrittore e matematico sovietico (Donec'k, n. 1948)

## Registi(7)
- Anatolij Alekseevič Bobrovskij, regista, attore e sceneggiatore sovietico (Mosca, n. 1929 - † 2007)
- Anatolij Michajlovič Granik, regista cinematografico sovietico (Balta, n. 1918 - Leningrado, † 1989)
- Anatolij Karanovič, regista sovietico (San Pietroburgo, n. 1911 - Mosca, † 1976)
- Anatolij Nitočkin, regista sovietico (n. 1932 - † 2001)
- Anatolij Michajlovič Rybakov, regista cinematografico sovietico (Pugačëv, n. 1919 - Mosca, † 1962)
- Anatolij Vasil'evič Ėfros, regista sovietico (Charkiv, n. 1925 - Mosca, † 1987)
- Anatolij Ėjramdžan, regista sovietico (Baku, n. 1937 - Miami, † 2014)

## Registi teatrali(1)
- Anatolij Vasil'ev, regista teatrale russo (Danilovka, n. 1942)

## Scacchisti(5)
- Anatolij Bannyk, scacchista ucraino (Kiev, n. 1921 - † 2013)
- Anatolij Karpov, scacchista e politico russo (Zlatoust, n. 1951)
- Anatolij Lejn, scacchista statunitense (Leningrado, n. 1931 - Beachwood, † 2018)
- Anatolij Lutikov, scacchista sovietico (Leningrado, n. 1933 - Tiraspol, † 1989)
- Anatolij Gavrilovič Ufimcev, scacchista kazako (Omsk, n. 1914 - Qostanay, † 2000)

## Schermidori(2)
- Anatolij Herej, schermidore ucraino (n. 1989)
- Anatolij Kotešev, ex schermidore sovietico (n. 1944)

## Scrittori(4)
- Anatolij Aleksin, scrittore, poeta e drammaturgo russo (Mosca, n. 1924 - Lussemburgo, † 2017)
- Anatolij Dneprov, romanziere sovietico (Ekaterinoslav, n. 1919 - Mosca, † 1975)
- Anatolij Isaevič Kudrjavickij, scrittore, poeta e traduttore russo (Mosca, n. 1954)
- Anatolij Marčenko, scrittore e attivista sovietico (n. 1938 - † 1986)

## Sollevatori(1)
- Anatolij Chrapatyj, sollevatore sovietico (Vladimiromichajlovka, n. 1963 - Aršaly, † 2008)

## Tennisti(1)
- Anatolij Volkov, ex tennista sovietico (n. 1948)

## Tenori(1)
- Anatolij Solov'janenko, tenore sovietico (Stalino, n. 1932 - Kiev, † 1999)

## Tiratori a segno(1)
- Anatolij Bogdanov, tiratore a segno sovietico (Leningrado, n. 1931 - Mosca, † 2001)

## Triplisti(1)
- Anatolij Piskulin, ex triplista sovietico (n. 1952)

## Velocisti(1)
- Anatolij Dovhal', ex velocista ucraino (Lubny, n. 1976)

## Violoncellisti(1)
- Anatolij Andreevič Brandukov, violoncellista russo (Mosca, n. 1859 - Mosca, † 1930)

## Senza attività specificata(3)
- Anatolij Avdeev, ex pentatleta sovietico (Nižnij Novgorod, n. 1960)
- Anatolij Arkad'evič Blagonravov, ingegnere aerospaziale e diplomatico russo (n. 1895 - † 1975)
- Anatolij Starostin, ex pentatleta sovietico (Dušanbe, n. 1960)